# Nail (Vorname)
Nail (Arabisch: نائل) ist ein aus dem Arabischen stammender Vorname. Zum deutschen Familiennamen Nail siehe unter Nagel (Familienname).

## Varianten
- Russisch: Наиль – Nail
- Tatarisch: Наил – Nail

## Namensträger (Auswahl)
- Nail Bikkenin (1931–2007), russischer Journalist und Philosoph
- Nail Railowitsch Jakupow (* 1993), russischer Eishockeyspieler
- Nail Renadowitsch Umjarow (* 2000), russischer Fußballspieler